# The Thing (1979)
The Thing (A Coisa, no Brasil) foi um desenho que estreou originalmente no dia 22 de setembro de 1979. Mais uma produção Hanna-Barbera. Trata-se de um spin-off de uma outra animação, Fred e Barney Encontram A Coisa (Fred and Barney Meet the Thing), com os personagens de Os Flintstones. Por alguma razão desconhecida a dublagem brasileira resolveu denominar o desenho de A Coisa, ao invés de O Coisa, nome já consagrado do personagem tanto nos quadrinhos como na TV, através de outro desenho, Os Quatro Fantásticos de 1967.

## História
O Coisa era na verdade o piloto Ben Grimm do Quarteto Fantástico que ao ser exposto a uma radiação teve seu corpo petrificado. Ao tentar buscar uma cura para a reversão de sua horrenda transformação ele chega a um cientista que consegue reverter em tese a transformação canalisando a radiação do corpo de Ben Grimm (Benjamin Felix Jacob Grimm seu nome completo) na sua forma humana e assim ela reverte a um jovem franzino, apelidado de "Benja" (Benjy, no original), pelo nome de Benjamin Felix Jacob Grimm. A transformação se dá com dois anéis colocados nos dedos médios de Ben Grimm que ao se encaixarem libera a radiação transformando a forma humana jovem em petrificada e vice versa. Como O Coisa, Ben Grimm é forte e imune a dor. Os nomes dos outros personagens também sofreram mudanças e foram, de certa forma, nacionalizados: Ronaldo Gente Fina, Célia, Betty, Dona Marta e Espirro, por exemplo.
Neste desenho, o personagem não luta contra supervilões, mas, na maioria das vezes, tem que desmontar os planos de uma gangue de motoqueiros desordeiros liderada por Espirro.
Sempre que entra em ação o herói libera um de seus típicos bordões: "O ídolo de milhões chegou".

## Marvel
Conforme já tinha acontecido com o desenho Os Quatro Fantásticos, a Hanna-Barbera novamente usa um personagem da Marvel Comics em seus desenhos. Na verdade, O Coisa já tinha sido desenhado, com outros traços, pois ele também faz parte dos Quatro Fantásticos.